# Dolol Civé
Dolol Civé (ou Dolol Sivré, en arabe : دولول) est une commune rurale du sud de la Mauritanie, située dans le département de Maghama de la région de Gorgol.

## Géographie
La commune de Dolol Civé est située au sud-ouest dans la région de Gorgol et elle s'étend sur 203 km2.
Elle est délimitée au nord par la commune de Beilouguet Litame, à l’est par la commune de Daw, au sud par le fleuve Sénégal, qui fait la frontière avec le Sénégal, au nord-ouest par la commune de Toufoundé Civé.

## Histoire
Dolol Civé a été érigée en commune par l'ordonnance du 20 octobre 1987 instituant les communes de Mauritanie.

## Démographie
Lors du Recensement général de la population et de l'habitat (RGPH) de 2000, Dolol Civé comptait 3 318 habitants.
Lors du RGPH de 2013, la commune en comptait 5 072, soit une croissance annuelle de 3,5 % sur 13 ans.

## Administration

### Liste des maires
| Période                                  | Période | Identité             | Étiquette | Qualité |
| ---------------------------------------- | ------- | -------------------- | --------- | ------- |
| Les données manquantes sont à compléter. |         |                      |           |         |
| 2008                                     | 2017    | Amadou Tidjane Kane, | UPR       |         |
| 2018                                     | 2023    | Abdoul Aziz Kane     | UPR       |         |

L'ancien maire de Dolol Civé de 2008 à 2017 et sénateur de Maghama, Amadou Tidjane Kane, est mort des suites d'une maladie en avril 2017 dans l'exercice de ses fonctions. Abdoul Aziz Kane, son frére, a pris sa suite en 2018 jusqu'en 2023.

## Économie
L'agriculture est au centre de l'économie de Dolol Civé, comme quasiment toutes les communes de la région. Mais cette économie est fragile car elle rencontre des obstacles à son développement, notamment les conditions climatiques ou le manque de moyens des agriculteurs. Pour faire face à ces obstacles, l'état ou différentes ONG financent des projets qui améliorent les conditions de vie des habitants.